# 法道院
法道院（ほうどういん）は、東京都豊島区に所在する日蓮正宗の教会。

## 起源と歴史
- 1899年（明治32年） - 建立される。開基は日蓮正宗総本山（大石寺）第56世法主日應
- 1948年（昭和23年）～1957年（昭和32年） - 妙信講（後の冨士大石寺顕正会）の創始者浅井甚兵衛が在籍し一時講頭を務めたが、1957年（昭和32年）に妙信講を再建して法道院を離れ、翌1958年に第65世法主日淳の講中認証を受け妙縁寺に移籍。
- 1978年（昭和53年） - 大草一男を中心とする200余名が内紛により大石寺塔中の理境坊に移籍。
- 1993年（平成5年）～2005年（平成17年） - 後の第68世法主日如が4代目主管を務める。
- 2007年（平成19年）6月5日 - 正信会から復帰した世田谷区の善福寺に法道院に所属していた正蓮講が移籍。

## 所在地
- 東京都豊島区南池袋1丁目13-16
  - 法楽院（法道院野田墓園） 千葉県野田市春日町28番地2

## 歴代主管
- 初代・開基 日應上人（日蓮正宗総本山第56世法主、大石日應、法道院）
- 第2代 伯耆阿慈雄房日轟大徳（早瀬慈雄）
- 第3代 観妙院日慈上人（早瀬日慈）
- 第4代 日如上人（後に日蓮正宗総本山第68世法主、早瀬日如[1]、常聰院）
- 第5代 常要院日照（日蓮正宗総監・法華講本部指導教師、八木日照、道号は信瑩）

## 教会周辺
- 西武百貨店
- 豊島区立南池袋小学校

## 交通アクセス
- 山手線・東京メトロ・東武東上線・西武池袋線池袋駅から徒歩5分